# Araneus acolla
Araneus acolla Levi, 1991 è un ragno appartenente alla famiglia Araneidae.

## Distribuzione
L'olotipo è stato rinvenuto in una località del Perù: nei pressi di Acolla nella Provincia di Junín.

## Tassonomia
Non sono stati esaminati esemplari di questa specie dal 1991
Attualmente, a dicembre 2013, non sono note sottospecie